# 裕隆城
裕隆城是位於臺灣新北市新店區的複合式商業設施，鄰近家樂福新店店，原址為裕隆汽車新店廠，由裕隆汽車投資開發、裕隆建設負責興建，全棟地上7層、地下3層，總營業面積達3.3萬坪，並集大型商場（誠品生活新店）、裕隆城自行招商之商場、影城及附屬小型商場（威秀影城及威秀商場）於一體。2023年9月20日試營運，9月28日正式開幕。

## 沿革
裕隆城開發案規劃兩期開發，第一期為地上40層、地下5層的商業區，第二期為地上46層、地下5層的住宅區，建築外觀皆由札哈·哈蒂設計。
第一期商業區總高度172.4公尺，總建築面積217,603.84平方公尺，由三棟地上40層的超高層住宅塔樓以及連結大樓下部的地上7層商場所組成。B2～B5為停車場，B1～7F為百貨商場，8F～40F為住宅。
第二期住宅區總高度188公尺，總建築面積153,239.89平方公尺，由三棟地上46層的超高層住宅塔樓所組成。B5～B1為停車場，1F～46F為住宅。完工後將成為新店區最高建築。
第一期商業區於2017年10月5日舉行動土典禮，建築外觀以鋁板和幕牆形成從屋頂到外牆連續流動的曲面，並以大跨度立體桁架，勾勒出柔和的建築曲線，高樓層部分則採用屈曲約束支撐和阻尼器加強防風抗震。
2019年10月17日，由於整體房市不景氣、新店區域當時推案量大，加上車市狀況不如預期，裕隆汽車董事會決議變更第一期商業區的設計造型，取消三棟住宅塔樓規劃，改為只興建地上8層、地下3層的大型商場，並廢除札哈·哈蒂的外觀設計。而原先於2019年4月23日取得建照的第二期住宅區則決議暫停開發，並申報停工，將依市場行情重新規劃設計。

## 樓層簡介
| 樓層 | 名稱                 |
| ---- | -------------------- |
| 7F   | 威秀影城             |
| 6F   | 威秀商場             |
| 5F   | 裕 • 美好            |
| 4F   | 光 • 閱讀            |
| 3F   | 競 • 遊樂            |
| 2F   | 綻 • 風格            |
| 1F   | 薈 • 生活            |
| B1   | 嬉 • 食趣 機車停車場 |
| B2   | 汽機車停車場         |
| B3   | 汽機車停車場         |

## 誠品生活新店
位於地上四層至地下一層，為誠品在亞洲面積最大的分店，面積達19,000坪，主力核心店有誠品書店、UNIQLO、誠品知味市集、松本清藥妝、各式主題餐廳等。

## 裕隆城商場
位於地上五層，由裕隆城自行招商，主力核心店有無印良品、宜得利家居、POYA寶雅、NET等。

## 威秀商場
包含位於地上六層的商場部分及地上七層的影城部分，主力核心店有威秀影城、ABC-MART、特美事（Tomod's）、湯姆熊歡樂世界、各式主題餐廳等。

## 外部連結
- 裕隆城 （页面存档备份，存于）
- 裕隆城  LINE 官方帳號
- YES!LIFE裕隆城 APP(Android)
- YES!LIFE裕隆城 APP(ios)
- 台彎公司資料
- YES LIFE 裕隆城的Facebook專頁
- 裕隆城的Instagram帳戶